# To Be Hero
To Be Hero (トゥ・ビー・ヒーロー?, Tu Bī Hīrō, lett. "Essere un eroe") è un franchise multimediale di serie commedie d'azione antologiche sperimentali, donghua sino-giapponesi. La prima stagione dello show è stata prodotta da Emon, animata da Studio LAN e supervisionata da Shinichi Watanabe. È stata presentata in anteprima nell'ottobre 2016 su Tokyo MX in Giappone e sul sito di condivisione video bilibili in Cina. In Italia e nel resto del mondo, ad eccezione di Cina, Giappone e Corea, gli episodi sono stati trasmessi in simulcast da Crunchyroll. Una seconda stagione, intitolata To Be Heroine, è stata presentata per la prima volta nel 2018. Questa serie è stata diretta da Li Haoling e animata da Studio LAN e Haoliners Animation League. Una terza stagione, intitolata To Be Hero X, animata principalmente da tre studi (incluso Studio LAN) sotto BeDream, è stata presentata in anteprima nel 2025.

## Personaggi
Ossan/Yashu (おっさん?, Ossan)
Doppiato da: Kenjirō Tsuda
Futaba Hanaya/Yuye Hua (ミン?, Hanaya Futaba)
Doppiata da: Moa Tsukino
Yamada (山田?)
Doppiato da: Yutaka Aoyama
Ōji (王子?)
Doppiato da: Tomokazu Sugita

## Media
La produzione si è svolta in Cina, con alcune modifiche apportate allo spettacolo per la trasmissione giapponese. La prima stagione è andata in onda dal 5 ottobre al 21 dicembre 2016 su Tokyo MX. L'anime è stato concesso in licenza da Crunchyroll per la distribuzione online. In Cina, la canzone di apertura era "Insistenza" (执念), eseguita da Loki (刘畅), mentre in Giappone la sigla di apertura era "Come to See You" (オープニングテーマ「アイニコイヨ」), interpretata dai BRATS. La canzone finale, sia in Giappone che in Cina, era "My Dad Protect the Earth" (エンディングテーマ「私のパパが地球を守る 〜我爹守护地球〜") eseguita da Lin Heye (林和夜).
Una seconda stagione dello show, intitolata To Be Heroine, è stata rilasciata il 19 maggio 2018.
Un progetto di animazione intitolato To Be Hero X è stato annunciato da bilibili e Aniplex nel 2022, fungendo da terza stagione della serie. Gli studi di animazione Pb Animation Co Ltd., Studio LAN e Paper Plane Animation Studio (sotto la produzione di BeDream) hanno continuato a lavorare alla serie, diretta nuovamente da Li Haoling. To Be Hero X ha debuttato il 6 aprile 2025 su Fuji TV e altri canali. All'Anime Expo 2023, Crunchyroll ha annunciato di aver acquisito la licenza per la distribuzione della serie al di fuori dell'Asia.
La serie adotta una narrazione antologica: le trame di ogni stagione non sono direttamente collegate tra loro, pur condividendo lo stesso universo narrativo e un tema comune legato ai supereroi.

### Episodi
| Nº | Titolo italiano Giapponese 「Kanji」 - Rōmaji | In onda          | In onda |
| Nº | Titolo italiano Giapponese 「Kanji」 - Rōmaji | Giapponese       |         |
| 1  | Primo giorno da supereroe 「英雄初日」 - Hīrō shonichi | 5 ottobre 2016   |         |
| 2  | Secondo giorno da supereroe - "Una morta brutta, brutta, brutta" 「英雄二日 「惨死、惨死、惨死」」 - Eiyū futsuka - "Zanshi, zanshi, zanshi"                                                                 | 12 ottobre 2016  |         |
| 3  | Terzo giorno da supereroe - "Il dovere di un leader" 「英雄三日 「やっぱ上に立つ者が」」 - Eiyū mikka - "Yappa ue ni tatsu mono ga"                                                                          | 19 ottobre 2016  |         |
| 4  | Quarto giorno da supereroe - "Otto diverse intonazioni di urla" 「英雄四日 「８種類の異なる悲鳴」」 - Eiyū yokka - "8 shurui no kotonaru himei"                                                              | 26 ottobre 2016  |         |
| 5  | Quinto giorno da supereroe - "Piantala di aggiustarlo col nastro adesivo!" 「英雄五日 「テープ貼ってごまかしてんじゃねーよ！」」 - Eiyū itsuka - "Tēpu hatte gomakashiten janē yo!"                          | 2 novembre 2016  |         |
| 6  | Sesto giorno da supereroe - "Uno sviluppo da quasi batticuore" 「英雄六日 「ちょっとドキドキしちゃう展開」」 - Eiyū muika - "Chotto dokidoki shichau tenkai"                                                 | 9 novembre 2016  |         |
| 7  | Settimo giorno da supereroe - "Abitante di un altro mondo" 「英雄七日 「あっちの世界の住人」」 - Eiyū nanoka - "Acchi no sekai no jūnin"                                                                     | 16 novembre 2016 |         |
| 8  | Ottavo giorno da supereroe - "Voglio tante ragazze, tutte insieme" 「英雄八日 「何人も同時に彼女が欲しい！」」 - Eiyū yōka - "Nanbitomo dōji ni kanojo ga hoshii!"                                           | 23 novembre 2016 |         |
| 9  | Nono giorno da supereroe - "Fallo e io mi calerò subito le mutande!" 「英雄九日 「君がしてくれるなら、俺は今すぐパンツを脱ぐ」」 - Eiyū kokonoka - "Kimi ga shitekureru nara, ore wa ima sugu pantsu o nugu" | 30 novembre 2016 |         |
| 10 | Decimo giorno da supereroe - "Questo episodio è noioso e poco spinto" 「英雄十日 「お笑い控えめ、塩分控えめ」」 - Eiyū tōka - "Owarai hikaeme, enbun hikaeme"                                                | 7 dicembre 2016  |         |
| 11 | Undicesimo giorno da supereroe - "Sono un perdente. Poni fine alla mia esistenza" 「英雄十一日 「私は負け犬です。死なせてください」」 - Eiyū jūichinichi - "Watashi wa makeinu desu. Shinasete kudasai"      | 14 dicembre 2016 |         |
| 12 | Dodicesimo giorno da supereroe - "Resta con me, papà!" 「英雄十二日 「パパ、そばにいて！」」 - Eiyū jūninichi - "Papa, soba ni ite!"                                                                         | 21 dicembre 2016 |         |